# Meandre de Castellbell i el Vilar
El meandre de Castellbell i el Vilar és un dels meandres més espectaculars del riu Llobregat, ja que dibuixa
sobre el terreny un arc de gairebé 360°. La zona humida delimitada com a "Meandre de Castellbell i el Vilar" abasta des
del Pont Nou de la carretera B-122 de Terrassa a Castellbell i el Vilar, fins a la zona coneguda com el Grauet, a l'altra
banda del turó on s'assenta el castell de Castellbell.
L'espai ocupa una superfície d'unes 27 hectàrees. Presenta una diversitat d'ambients ben notable i un alt interès botànic
i faunístic, ja que actua com a corredor biològic entre el massís de Montserrat i el massís de Sant Llorenç del Munt.
Inclou una resclosa, la presa del Burés, i actualment, després de les actuacions de restauració realitzades pel grup ecologista l'Alzina, inclou també una llacuna de nova formació, situada al marge dret del riu.
Pel que fa a la flora i vegetació, hi ha alguns trams ben conservats de bosc de ribera, amb salzedes i sobretot alberedes (hàbitat d'interès comunitari 92A0 "Alberedes, salzedes i altres boscos de ribera"). Hi apareixen alguns tamariu (Tamarix sp.) i, com a espècie més destacable, el freixe de flor (Fraxinus ornus), molt rar a Catalunya. A la riba interior del meandre, on es van dipositant els sediments que el riu arrossega, hi creix un canyissar amb algunes taques de bogar i sobretot extensos canyars.
Pel que fa a la fauna, aquest espai és un punt clau per a la nidificació, hivernada o migració de moltes espècies d'ocells.
El bernat pescaire (Ardea cinerea) hi és present tot l'any amb una nombrosa població hivernant. A la zona hi crien
espècies com el blauet (Alcedo atthis), l'abellerol (Merops apiaster), el cabusset (Tachybaptus ruficollis) i molts d'altres.
El meandre de Castellbell i el Vilar ha esdevingut un punt clau per a la migració d'algunes espècies i com a biòtop-pont
entre el litoral i l'interior de Catalunya. La nova llacuna interior ha estat un revulsiu per a moltes espècies animals que hi
han trobat un lloc idoni per a criar o com a àrea de repòs. És el cas de la tortuga de rierol (Mauremys leprosa), diversos amfibis, limícoles, anàtids, ràl·lids, ardèids, etc.
L'espai disposa d'alguns equipaments: aguait -en molt mal estat de conservació-, rètols informatius, bancs, zona d'aparcament, itinerari amb indicacions d'accés prohibit per a vehicles, etc. Aquests equipaments van ser instal·lats pel grup ecologista "L'Alzina", mitjançant una subvenció del Departament de Medi Ambient. La instal·lació d'equipaments va anar acompanyada de diverses actuacions de restauració: reforestació per plantació d'espècies arbòries, arranjament d'una antiga gravera, obertura d'una llacuna interior a una zona on abans hi havia un extens canyissar, etc. Una altra de les actuacions dutes a terme per millorar ambientalment l'espai és la desviació del col·lector de salmorres, que ara esquiva el meandre a través d'un túnel. L'accés amb vehicles, tot i que prohibit amb rètols, segueix sent possible, ja que manquen elements dissuassoris o
barreres físiques. Al sector nord, el talús situat sota el castell presenta risc elevat de desprendiments, fet que hauria de
tenir-se present si es promou l'ús públic de la zona.
Els principals factors que amenacen l'espai són l'elevada freqüentació humana, sobretot de pescadors, el risc d'incendis
forestals -com els que ja han afectat greument l'espai en anteriors ocasions-, i els impactes derivats de les nombroses
infraestructures que el travessen o hi passen a prop-línies elèctriques i telefòniques, ferrocarril, carreteres, etc.- Episodis puntuals de contaminació del riu poden també afectar molt negativament el bosc de ribera. El Projecte Riu Verd, que es desenvolupa a diversos municipis per on transcorren el Llobregat i el Cardener, ha donat també a diverses actuacions en aquesta zona, impulsades pel Consell Comarcal del Bages, la Diputació de Barcelona i l'Ajuntament de Castellbell i el Vilar, que es preveu continuar en una segona fase, amb fortes inversions.